# Arhitektura industrijske revolucije
Arhitektura industrijske revolucije arhitektonski je stil koji se samozatajno razvijao za vrijeme historicizma u 19. stoljeću. Kako je ovaj stil uglavnom bio djelo graditelja-inženjera, a ne klasičnih arhitekata, dugo se smatralo da nije riječ o pravom arhitektonskom stilu. Također, njegov suvremenik historicizam smatrao se pukim ponavljanjem starijih povijesnih stilova („pseudoarhitektura”), pa se tvrdilo da je arhitektura 19. stoljeća lišena svakog stila, što je nepravedno jer su inženjerska djela arhitekture industrijske revolucije izravno utjecala na razvoj moderne arhitekture, više nego bilo koji drugi stil 19. stoljeća.
19. st. obilježava i istaknuta podvojenost arhitekture u načinu projektiranja i oblikovanja građevine; tj. kontrast arhitekture historicizma i novog funkcionalnog industrijskog graditeljstva. Historicističke građevine, kao u kazališnoj scenografiji, žele dočarati neko prošlo vrijeme. Nasuprot tome, „industrijsko graditeljstvo” je bilo suvremeno i usmjereno budućnosti, te možemo reći da je 19. stoljeće doba čeličnih konstrukcija i montažne gradnje. 

## Povijesni okvir
Nakon tisućljetnog feudalizma u Europi, u devetnaestom stoljeću vlast preuzima građanstvo i umjesto kraljevina i carstava nastaju republike. Ta promjena se nije dogodila odjednom, nego je plod niza pobuna i revolucija koje su često likovni umjetnici uzimali za temu svojih djela prepunih simbolike. No uz te društvene promjene, zbila se u gospodarstvu još veće promjena koju nazivamo industrijskom revolucijom. Novina je to što mišićnu ljudsku i životinjsku snagu zamjenjuje energija koju proizvodi parni stroj, a obrtničku i manufakturnu proizvodnju zamjenjuje tvornička, mehanizirana. To je još jedan iskorak čovjeka u oslobođenju od ovisnosti prirodi jer je parni stroj mogao raditi neprekidno, proizvodivši neusporedivo moćniju energiju. Prijevoz je izumom lokomotive, tračnica i parobroda postao izuzetno jeftin i neusporedivo brži od dotadašnjih prijevoznih sredstava. Na kraju je gradnja željezničkih nasipa i pruga izazvala i znatne promjene u ljudskom okolišu, probijeni brojni tuneli, podignuti kameni te željezni mostovi, te nagovijestili još jednu važnu novost, a to je epoha čeličnih konstrukcija.

### Preobrazba grada
Razvoj industrijskih velegradova prati i kaos u gradogradnji. Velike tvornice trebale su mnogo radne snage što je privuklo masu stanovnika iz sela u grad i gradovi su se širili nevjerojatnom brzinom. Pored željezničkih postaja gradile su se tvornice sa strojevima na parni pogon i loženjem na ugljen, te je tako u gradove prodrla buka, zagađivanje zraka dimom i čađom uz sve veće količine otpada i zagađenja okoliša.
Četiri glavne funkcije grada (stanovanje, rekreacija, industrija i promet) isprepletale su se međusobno i smetale su jedna drugoj. U te gradove koji su rasli bez jasna plana i programa, pokušalo se uvesti reda planskim urbanizmom; npr. Richard Haussmannova pregradnja Pariza bulevarima s nogostupima (franc. trottoire); ili polukružni redovi stambenih kuća u Engleskoj sa zatvorenim perivojima; ili projekt „industrijskog grada“ franc. Tonyja Garniera koji je na dvije obale imaginarne rijeke razdvojio industriju i promet od stanovanja i odmora.

## Nastanak i razvitak
U Engleskoj su prve mostove od kovine postavljali već u 18. st. (npr. Korito željeznog mosta), a u 19. se javljaju čak i željezni mostovi što vise na lancima ili metalnoj užadi (npr. Most u Avonu, Engleska, s rasponom od 214 m). No, pravi je zamah i vrhunac novog industrijskog načina gradnje dosegnut kada se počelo koristiti čelik u montažnoj gradnji. Pod montažnom gradnjom u 19. st. podrazumijevamo proizvodnju dijelova od lijevanog željeza ili čelika industrijskim parnim strojevima u tvornici (brzo, jeftino i u velikim količinama), prijevoz na gradilište (brzim željeznicama na paru) i njihovo povezivanje zakovicama ili vijscima u „kosturnu“ konstrukciju građevine. Dijelovi tih konstrukcija se protežu, kao čudo matematike, prateći smjerove tereta i nošenja, stvarajući dojam kao da je preostao samo kostur negdašnjih „tijela“ zgrada.
Najprije su samo industrijske građevine (pogoni i skladišta, mostovi, željezničke postaje, i dr.) rađene ovom metodom, ali je nekoliko projekata obilježilo ovo razdoblje i postalo simbolima industrijske epohe: Kristalna palača u Londonu (1851.) i Eiffelov toranj i Galerija strojeva u Parizu (1889.).
Prva svjetska izložba u Londonu 1851., bila je povodom da se pokaže kakve su neslućene mogućnosti metalnog kostura i stakla. Pa je u tu svrhu sagrađena ogromna građevina metalnog kostura i staklene opne kao jedinstveni prostor za cijelu izložbu. Imala je galerije na dva kata i pokrivala je površinu od 70.000 četvornih metara. Zbog dotad neviđene svjetlosti što su je propuštali stakleni zidovi i svodovi, te odraza svjetlosti u staklenim površinama izvana, nazvana je Kristalnom palačom. Ta je izložbena građevina služila samo šest mjeseci, potom je rastavljena i sljedeće godine opet sastavljena na drugom mjestu.
Već na Svjetskoj izložbi u Parizu 1889. inženjer Gustave Eiffel je čeličnom konstrukcijom visokom 300 metara, što je po njemu dobila ime Eiffelov toranj, pokazao kako zbog prednosti čvrstih a lakih građevnih elemenata, nova arhitektura može dosegnuti dotad neviđenu visinu. Toranj je imao dvije terase kao vidikovce i još jedan izum toga vremena – dizalo. Kasnije će poslužiti kao najviša antena radio odašiljača, a dugo će biti i najvišom građevinom na svijetu. Danas je simbolom tehničkih mogućnosti metalnih konstrukcija, ali i primjer otmjenosti i sklada što ga je moguće postići kreativnom prmjenom nove metode gradnje.
Galerija strojeva, u kojoj su bili izloženi najnoviji tvornički strojevi na istoj izložbi, imala je dotad najveći raspon svoda od 110 m. To je bilo moguće zahvaljujući širokim spletom metalnih greda i šipki na vrhu luka koji se postupno suzuje prema tlu i na kraju se sve sile sabiru u jednoj jedinoj točki u podu; i to postavljene na pokretnim valjcima kako bi se zgrada mogla širiti od topline i sužavati od hladnoće bez straha od pucanja.
Tako su projektanti čeličnih konstrukcija uveli i potpuno novo poimanje ljepote: otmjenost i lakoću metalnog tkiva građevine, smiono potezanje u visinu i širinu, svjetlost i prozračnost.
Primjena željeza i čelika naposljetku je zahvatila i stanogradnju, a vrhunac je neboder (engl. sky-scraper) koji će se do kraja razviti u 20. st. kao simbol modernog razdoblja, poput katedrala u gotici ili dvoraca u baroku. Najviše građevine jednostavnog „kostura“ od metala s velikim staklenim prozorima koji „istiskuju“ zidove nicale su u industrijski snažnom Chicagu. Poslovne zgrade ili robne kuće, nazvane su prema namjeni ili vlasnicima (npr. Reliance Building s 13 katova, ili Carson, Pirie & Scott djelo arhitekta Louisa Sullivana). Sullivan prvi gradi velike staklene površine na mnogo-katnim građevinama slobodnog tlocrta. Tu arhitekturu koja promiče jednostavnost i polivalentnost ili „univerzalnost prostora” zovemo „Chicaška škola arhitekture”.

## Poveznice
- arhitektura 20. stoljeća